# Sarah Schenirer

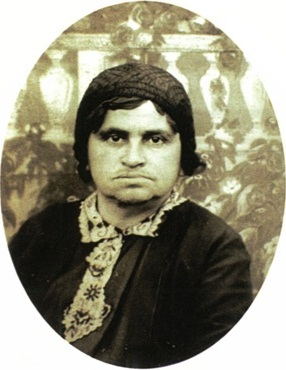
Sarah Schenirer

Sarah Schenirer (Krakau, 13 juli 1883 - aldaar, 1 maart 1935) richtte in het begin van de 20e eeuw een scholennetwerk op voor Joodse meisjes. Zij was een pionier van het joods onderwijs voor meisjes dat in Polen begon en zich al snel over heel de wereld verspreidde.

## Biografie
Sarah Schenirer werd in 1883 geboren in een chassidische familie in Polen. Ze ging naar school tot haar dertiende en werd daarna naaister. Terwijl zij zich bezighield met het materiële in het leven, stoorde ze zich eraan dat zoveel meisjes hun rijke erfenis achter zich lieten wanneer ze op zoek gingen naar wereldlijke kennis. Zij was ook op zoek naar intellectuele stimulatie, maar vond die in joodse sefarim (boeken).
Bij het uitbreken van de Eerste Wereldoorlog in 1914 vluchtte ze met een groep vluchtelingen naar Wenen. Daar hield ze zich bezig met het naaien van ‘kleding voor het lichaam’. Toen ze een jaar later naar Krakau terugkeerde, was ze vol enthousiasme om haar Joodse vriendinnen te laten zien hoe kostbaar het is om een ‘dochter van Israël’ te zijn. Ze organiseerde een samenkomst van Joodse tienermeisjes. Maar toen zij niet openstonden voor wat in hun ogen oude ideeën waren, besloot ze om met de jongsten te beginnen.
Ze huurde twee kamers. De ene diende als haar naaiatelier, waar ze kleding voor het lichaam naaide. De tweede werd een nieuw soort winkel waar ze begon met het naaien van kleding voor de (jonge) zielen.
Haar school begon met 25 leerlingen en kreeg de naam Beth Jacob. Hoewel ze eerst niet serieus werd genomen, groeide de school uit tot een groot succes. Sarah Schenirer schreef zelf in haar dagboek: "De school ontwikkelt zich met elke dag die voorbijgaat. Geleidelijk aan komen mijn dromen uit. Veertig meisjes! Baruch HaShem! De moeilijkheden betekenen niets. Ik al voorbij de moeilijke fase."
De grote doorbraak kwam toen ze werd ontdekt door Agudath Israel. Een Agudah-leider, Eliezer Gershon Friedenson, begon met het publiceren van de Bais Yaakov Journal die de school een enorme stuwkracht gaf.
Twee jaar nadat ze haar kleine school had geopend, ontving Sarah Schenirer vanuit alle hoeken van Polen de vraag of ze daar ook een school kon openen. Haar oudste leerling was 15 jaar oud en ze voelde zich niet klaar om aan al die verzoeken te voldoen. Maar ten slotte werd ze gedwongen om haar oudste klas te laten afstuderen en ze in verschillende steden als leerkracht te benoemen.
De beroemde rav van Lublin, Meir Shapiro, bezocht haar school die al 280 leerlingen had en was zo onder de indruk dat hij voorstelde dat ze een seminarie organiseerde. Met de hulp van Friedenson en Agudath Israel werd het seminarie in 1923 officieel geopend. In het eerste jaar schreven 120 meisjes zich in. En toen Agudath Israel op Stanislawa St. 10 een gebouw met vijf verdiepingen liet bouwen, met klassen, slaap- en eetzalen, kon het geluk van Sarah Schenirer niet op.
In 1935, het jaar dat Sara Schenirer op 51-jarige leeftijd overleed, waren er 300 Beth Jacob-scholen en ongeveer 35.000 leerlingen in Polen alleen al.

## Nalatenschap
In Polen, waar het allemaal begon, zijn er geen Beth Jacob-scholen meer. Maar het levenswerk van Sarah Schenirer is samen met de overlevenden van de Holocaust verhuisd. Vandaag de dag is het het grootste onderwijssysteem voor Joodse vrouwen. In Israël zijn meer dan 15.000 Joodse meisjes aan een Beth Jacob-school ingeschreven. In de Verenigde Staten zijn er meer dan 25 bloeiende Beth Jacob-scholen. Sarah Schenirer had nooit kinderen, maar voor duizenden vrouwen en meisjes was en is ze nog steeds een moeder.